# Marine Feldjagdstaffel Nr. II

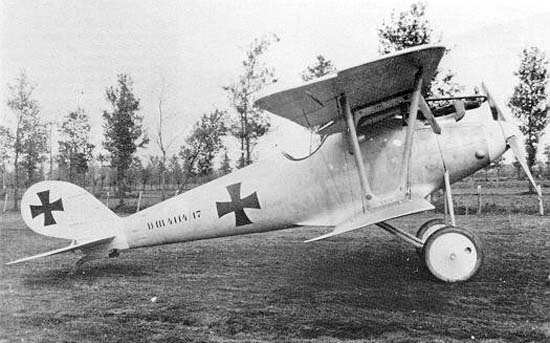
Pfalz D.III z MFJ II.

Marine Feldjagdstaffel Nr. II - (MFJ II) – wyspecjalizowana niemiecka jednostka lotnictwa morskiego Luftstreitkräfte z okresu I wojny światowej.
Eskadra została utworzona 19 października 1917 roku w Koolkerke we Flandrii Zachodniej pod dowództwem porucznika marynarki Reuscha. Pierwsze zwycięstwo jednostka odniosła już 2 marca 1918 roku. 
Kiedy 2 września 1918 roku został utworzony Marine Jagdgeschwader dowództwo nad nim powierzono ówczesnemu dowódcy eskadry morskiej MFJ I porucznikowi Gotthardowi Sachsenbergowi, a II eskadra morska weszła w jego skład.
Eskadra morska używała między innymi samolotów Pfalz D.III, Albatros D.V oraz Fokker D.VII.
MFJ II w całym okresie wojny odniosła  ponad 61 zwycięstw.  Jej straty wynosiły co najmniej 6 zabitych w walce, 4 rannych. 
Łącznie przez jej personel przeszło 4 asów myśliwskich: Theodor Osterkamp (26), Alexander Zenses (19), Karl Scharon (8), Eduard Blaas (1).

## Dowódcy dywizjonu
| Stopień   | Nazwisko          | Okres                   |
| --------- | ----------------- | ----------------------- |
| Kapitan   | Reusch            | 19.10.1917 – 02.03.1918 |
| Porucznik | Theodor Osterkamp | 02.03.1918 - 05.09.1918 |
| Porucznik | Max Stinsky       | 05.09.1918 - 15.09.1918 |
| Porucznik | Theodor Osterkamp | 15.09.1918 - 11.11.1918 |